# Minato-ku (Osaka)
Minato-ku (jap. 港区, dt. „Hafenbezirk“) ist einer von 24 Stadtbezirken (ku) von Osaka, Japan.

## Geschichte
Der Stadtbezirk entstand 1925 aus Teilen von Kita-ku und Nishi-ku. 1932 wurde Taishō-ku als eigenständiger Stadtbezirk abgetrennt. Seine heute Form erhielt Minato-ku 1943.

## Sehenswürdigkeiten
- Kaiyukan (Aquarium)
- Hafen von Osaka
- Tempozan-Hafendorf
- Modern Transportation Museum
- ORC-200-Gebäude

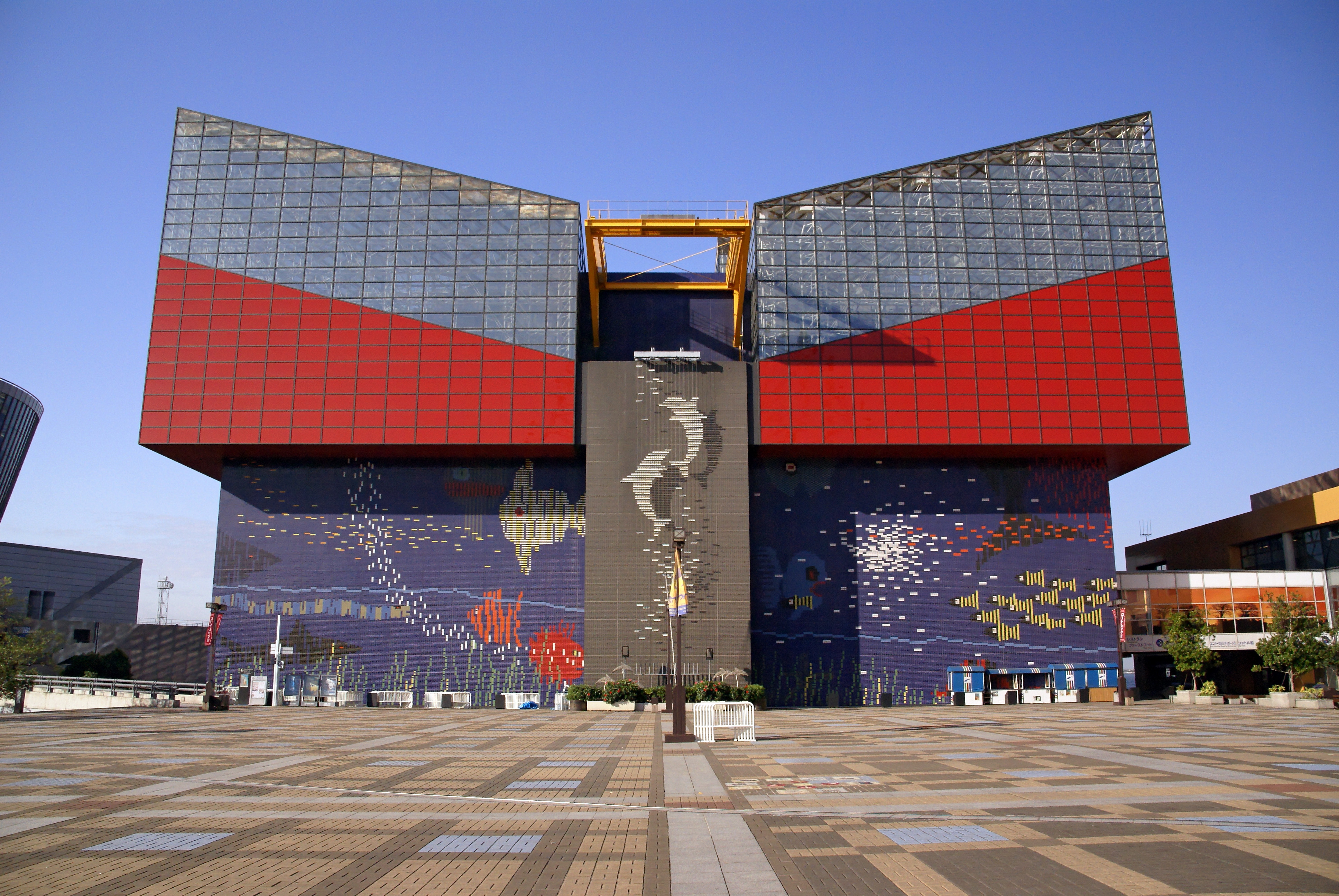
Kaiyūkan-Aquarium
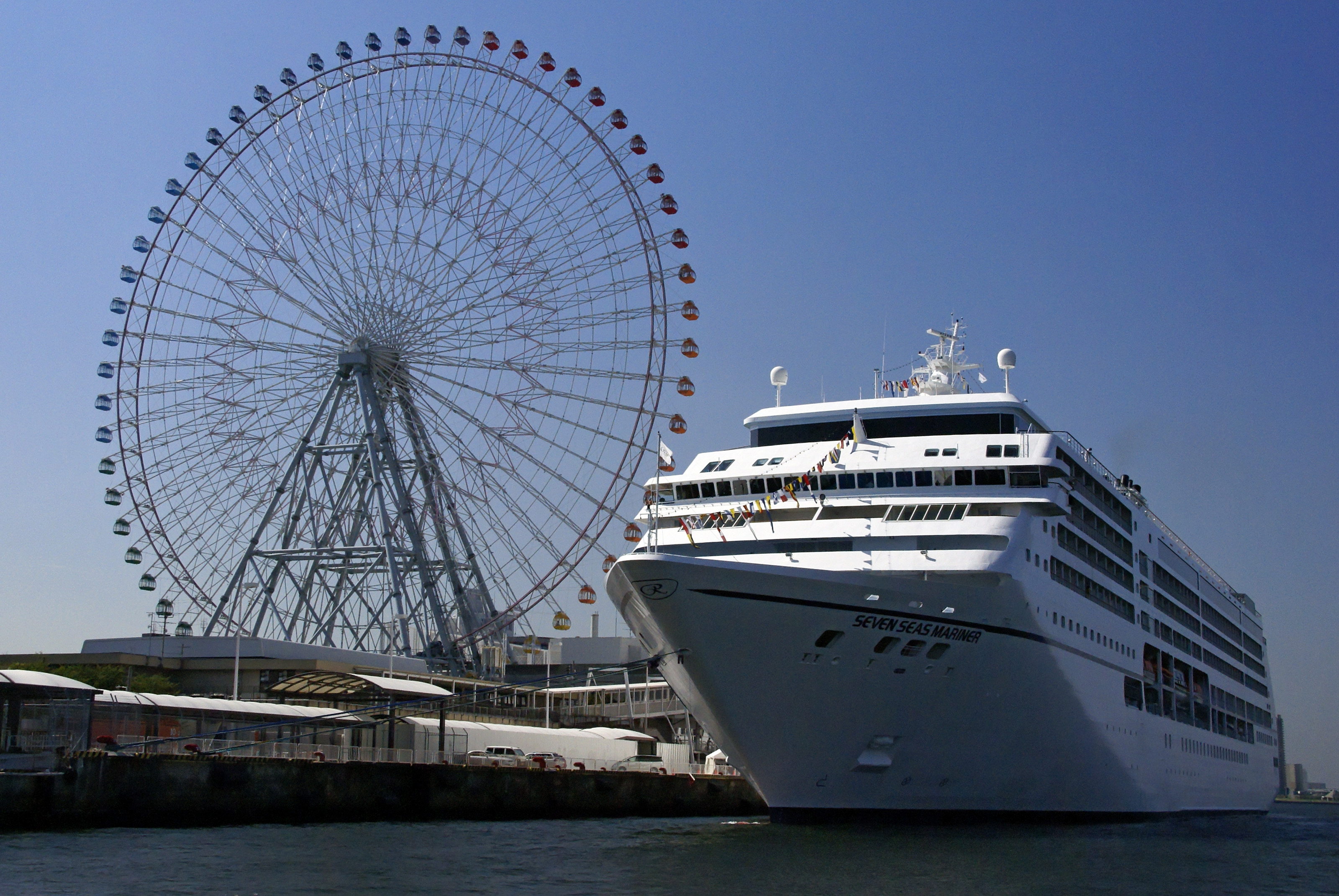
Riesenrad in Kaiyukan
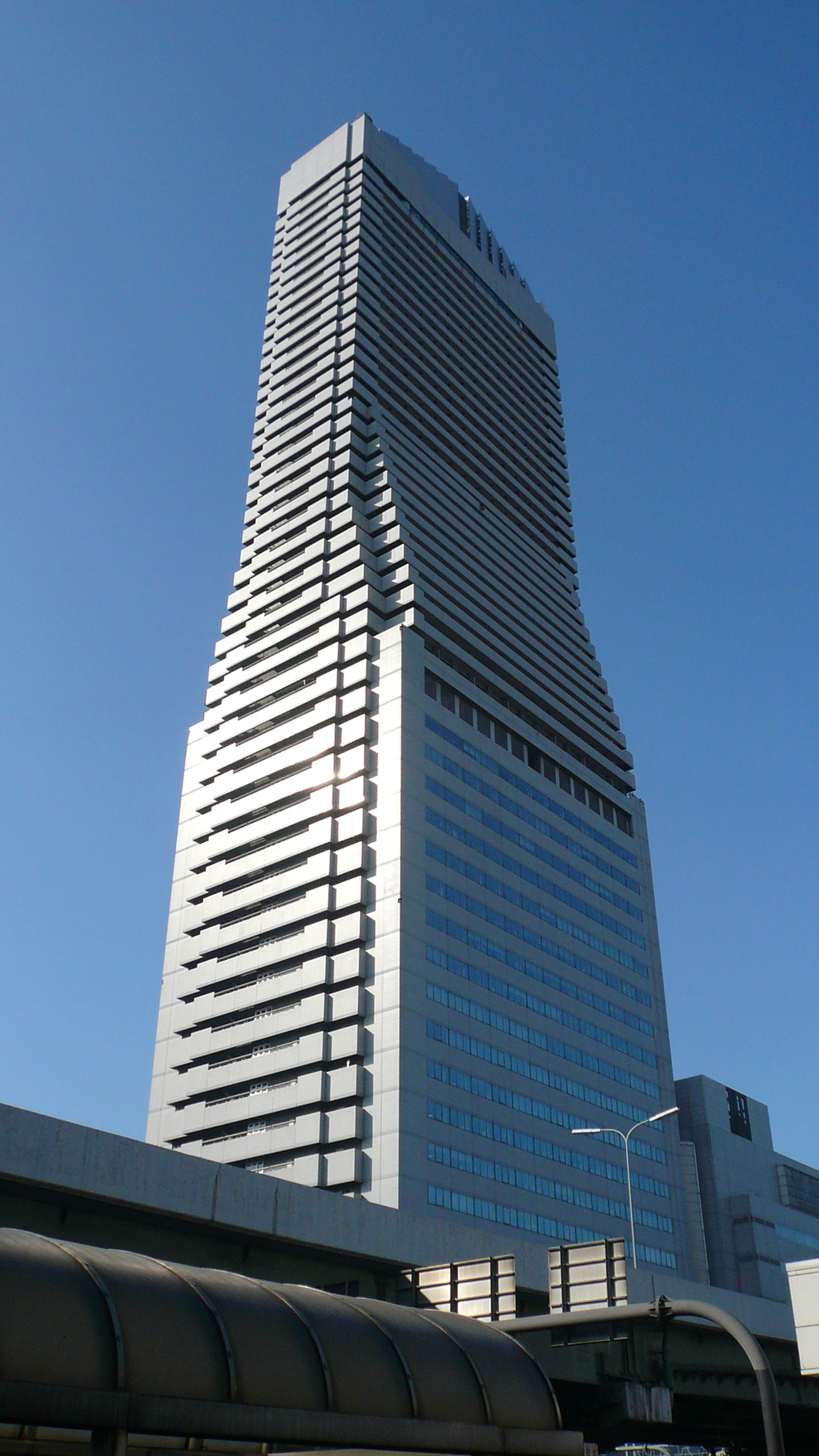
ORC-200-Gebäude

## Massenmedien
- Ōsaka Hōsō, „Rundfunkanstalt Osaka“ (ORC-200-Gebäude, Benten)

## Verkehr
Durch den Stadtbezirk Minato verlaufen die Hanshin-Autobahnen Nr. 4, 5 und 16 sowie die Nationalstraßen 43 und 172. An drei Seiten ist er von Wasser begrenzt: im Südwesten durch das Hafenbecken, im Nordwesten durch den Ajigawa und im Südosten durch den Shirinashigawa. Über beide Flüsse führen öffentlich betriebene Personenfähren. Am Bahnhof Bentenchō hält die Osaka-Ringlinie der JR Nishi-Nihon, die im Nordosten durch den Bezirk führt. Dort ist auch ein Umsteigen zur Chūō-Linie der U-Bahn Osaka möglich, die weiter nach Südwesten durch den Minato-ku führt und ihn im Südwesten durch den Ōsakakō-Sakishima-Tunnel mit der künstlichen Insel Sakishima im Suminoe-ku verbindet.